# Symplocostoma antarcticum
Symplocostoma antarcticum is een rondwormensoort uit de familie van de Enchelidiidae.